# Tom i Jerry: Wielka ucieczka
Tom i Jerry: Wielka ucieczka (alternatywne polskie tytuły: Tom i Jerry – Ale kino, Z filmoteki Toma i Jerry’ego: Przygody małej Robin) (ang. Tom & Jerry – The Movie) – amerykański animowany film musicalowy.

## Opis fabuły
Podczas przeprowadzki Tom i Jerry nie zauważyli, że odjeżdża ich samochód z rodziną, więc zostali sami na ulicach nieznanego miasta. W mieście poznali pewną pchłę, psa i dziewczynkę oraz poznali siebie nawzajem.

## Obsada (głosy)
- Richard Kind – Tom
- Dana Hill – Jerry
- Anndi McAfee(inne języki) – Robyn Starling
- Charlotte Rae – Ciotka Figg
- Tony Jay – Lickboot
- Michael Bell(inne języki) –
  - Ferdynand,
  - wysoki hycel
- Henry Gibson – doktor Applecheek
- Ed Gilbert(inne języki) –
  - Puggsy,
  - tata Robin
- David Lander(inne języki) – Frankie de Pchła
- Rip Taylor – Kapitan Kiddie
- Howard Morris(inne języki) – Skrzek
- Sydney Lassick – niski hycel
- Raymond McLeod –
  - uliczny kocur,
  - buldog
- Mitchel D. Moore – uliczny kocur
- Scott Wojahn – uliczny kocur
- Tino Insana – policjant
- Don Messick – Droopy
- B.J. Ward(inne języki) – właścicielka Toma
- Greg Burson(inne języki) – tragarz

## Odbiór krytyczny
Film spotkał się z negatywnymi ocenami krytyków i recenzjami; serwis Rotten Tomatoes przyznał mu wynik 18%.

## Wersja polska

### Wersja kinowa (1993 rok)
Wersja polska: Studio Opracowań Filmów w Warszawie
Reżyseria: Miriam Aleksandrowicz
Dialogi: Krystyna Skibińska-Subocz
Dźwięk: Jerzy Januszewski
Montaż: Halina Ryszowiecka
Kierownictwo produkcji: Andrzej Oleksiak
Teksty piosenek: Marcin Sosnowski
Wystąpili:
- Omar Sangare – Tom
- Agata Gawrońska – Jerry
- Anna Kowal – Robin Starling
- Teresa Lipowska – Ciotka Figg
- Ryszard Nawrocki – Lizus
- Andrzej Gawroński – doktor Buziaczek
- Mirosław Wieprzewski – Ferdynand
- Krzysztof Kołbasiuk – Pacek
- Władysław Grzywna – Frankie de Pchła
- Jacek Czyż –
  - Kapitan Dzidzio,
  - Skrzek
- Ryszard Olesiński –
  - wysoki hycel,
  - jeden z ulicznych kocurów,
  - policjant,
  - tragarz
- Jerzy Mazur –
  - niski hycel,
  - jeden z ulicznych kocurów
- Wojciech Machnicki –
  - tata Robin,
  - właściciel restauracji
- Jan Kociniak – Droopy
- Dorota Lanton – właścicielka Toma

i inni
Lektor: Tadeusz Borowski

### Wersja TVP (1997 rok)
Wersja polska: Master Film
Reżyseria: Anna Górna
Dialogi: Maria Horodecka
Dźwięk: Aneta Michalczyk-Falana
Montaż: Monika Jabłkowska
Kierownictwo produkcji: Dariusz Falana
Teksty piosenek: Ryszard Skalski
Opracowanie muzyczne: Eugeniusz Majchrzak
Wystąpili:
- Józef Mika – Tom
- Jacek Wolszczak – Jerry
- Agnieszka Matynia – Robin Starling (dialogi)
- Magdalena Majchrzak – Robin Starling (śpiew)
- Teresa Lipowska – ciotka Figg
- Ryszard Nawrocki – Lickboot
- Jacek Czyż –
  - Kapitan Kiddie,
  - buldog
- Andrzej Arciszewski –
  - Ferdynand,
  - Droopy
- Jerzy Słonka – doktor Applecheek
- Jan Janga-Tomaszewski – Puggsy
- Mieczysław Morański – Frankie
- Leszek Abrahamowicz –
  - wysoki hycel,
  - ogromny uliczny kocur
- Dariusz Odija –
  - niski hycel,
  - właściciel restauracji
- January Brunov – tata Robin
- Wojciech Paszkowski – przywódca ulicznych kocurów
- Małgorzata Drozd – właścicielka Toma
- Dariusz Błażejewski – tragarz
- Maniucha Bikont

i inni
Lektor: Janusz Szydłowski

### Wersja Warner Bros. (2000 rok)
Wersja polska: Master Film
Reżyseria: Ewa Kania
Dialogi: Maria Horodecka
Dźwięk: Małgorzata Gil
Montaż: Agnieszka Kołodziejczyk
Kierownictwo produkcji: Romuald Cieślak
Teksty piosenek: Andrzej Brzeski
Opracowanie muzyczne: Eugeniusz Majchrzak
Wystąpili:
- Jarosław Boberek – Tom
- Anna Apostolakis – Jerry
- Monika Kwiatkowska – Robin Starling (dialogi)
- Magdalena Husar – Robin Starling (śpiew)
- Stanisława Celińska – ciotka Figg
- Jacek Mikołajczak – Krętacz
- Aleksander Mikołajczak –
  - Ferdynand,
  - wysoki hycel,
  - tragarz
- Marian Opania – doktor Jabłuszko
- Janusz Nowicki – Mopsiu
- Jacek Bończyk –
  - Frankie De Pchła,
  - jeden z ulicznych kocurów
- Grzegorz Wons – Kapitan Kiddie
- Mieczysław Morański – Skrzek
- Andrzej Arciszewski –
  - niski hycel,
  - Droopy
- Robert Tondera – tata Robin
- Wojciech Paszkowski – przywódca ulicznych kocurów
- Piotr Gogol – jeden z ulicznych kocurów
- Adam Krylik – jeden z ulicznych kocurów
- January Brunov – policjant
- Ilona Kuśmierska – właścicielka Toma
- Jan Mateusz Nowakowski – właściciel restauracji

i inni
Lektor: Maciej Gudowski

## Nawiązania
- Gdy Jerry otwiera klatki ze zwierzętami, z jednej z klatek wychodzi Droopy.